# Puerto Nuevo (islas Malvinas)
Puerto Nuevo (en inglés New Haven) es una pequeña ensenada y pequeño paraje en las Islas Malvinas. Está situado al oeste de la Isla Soledad, en la costa sur de la Bahía de Ruiz Puente del Estrecho de San Carlos, el tramo de agua que divide la Isla Soledad con la Isla Gran Malvina.

## Transportes
Este lugar se hizo conocido como terminal este del nuevo servicio de ferry que une las dos islas principales del archipiélago. Esta moderna terminal de ferry que se construyó tuvo un coste de 1,5 millones de libras esterlinas, demoró un año y fue el mayor proyecto realizado por el Departamento de Obras Públicas del gobierno colonial británico de las islas. La terminal fue inaugurada en una ceremonia celebrada en noviembre de 2008. Anteriormente, los buques entre las dos islas principales del archipiélago partían desde Puerto San Carlos, mientras que las operaciones de cargas se realizaban desde Puerto Argentino/Stanley.
El ferry al servicio de la ruta es el MV Concordia Bay, que está basado en Puerto Nuevo. Ofrece un servicio regular desde/hacia la terminal de Puerto Mitre en Gran Malvina, cargando camiones, coches y personas. El ferry es propiedad y es operado por Workboat Services Ltd, empresa con sede en la capital isleña.